# Société centrale de travaux publics
La Société centrale de travaux publics (SCTP) est une entreprise de travaux publics créée à Saint-Doulchard dans le Cher le 1er mai 1947 par Bruno Simonetta. Disparition de l'entreprise à la fin des années 1980.
Cette entreprise devient ensuite un groupe intégrant les sociétés : Lionnet (Charpentes métalliques), Chanteloup (Plomberie industrielle), Electrofluide (Électricité et Plomberie industrielle), SMC (Menuiserie Alu et Bois), Sigmat (Location véhicules).
Principales réalisations: Plan d'eau de Bourges, AMX, Palais des Congrès de Bourges.
À l'étranger : Guadeloupe dans les années 1950 (ville d'urgence baptisée « nichon-ville » par les ouvriers du fait de la forme des logements construits), reconstruction d'El Asnam (Algérie), 925 pavillons à Hassi Messaoud (Algérie), casernes d'Oran (Algérie), stade de Sangmélima (Cameroun).

## Historique
- Elle participe à l’origine aux travaux de reconstruction en Normandie puis au plan de développement de la Guadeloupe jusqu’aux années 1950.
- De retour en métropole elle exerce une activité de canalisations puis de travaux publics et s’oriente vers des constructions industrielles à la faveur de reprises d’Entreprises aux activités complémentaires, puis des éléments semi-lourds industrialisés destinés à l’exportation..
- C’est ainsi que dès 1976 est livré à l’Arabie saoudite un casernement de gendarmerie.
- En mai 1981, à la suite d'un tremblement de terre, le Groupe exporte et construit en urgence 312 logements sur le site d’El Asnam (Orléansville) en Algérie.
- En mai 1982, le Groupe se voit confier la réalisation de 925 logements à Hassi Messaoud pour le compte de la Sonatrach. Ces constructions modulaires entièrement préfabriquées dans les ateliers de Saint-Doulchard sont transportées par semi-remorques jusqu’au site. Après implantation de la base-vie (150 personnes) le chantier s’est déroulé de Mai 1983 à Juin 1984.
- Fin 1983, le ministère algérien de la Défense nationale confie à l’entreprise un contrat de construction de sept casernes à Oran, représentant 100 000 m2 de plancher. Ces constructions à ossature métallique et façade béton sont entièrement préfabriquées dans les ateliers de Saint-Doulchard  et transportées sur 1 200 semi-remorques. Après le montage d’une base-vie de 356 personnes, les constructions ont été réalisées entre juillet 1984 et juin 1985.